# Черниця (річка)
Черниця, Грабарка — річка в Україні, у Корецькому районі Рівненської області. Ліва притока Корчика (басейн Дніпра).

## Опис
Довжина річки 13 км, похил річки 2,6 м/км. Формується з багатьох безіменних струмків та водойм. Площа басейну 45,8 км².

## Розташування
Бере початок на південному сході від Сапожина. Тече переважно на північний схід через Крилів, Черницю і на північному захолі від Печиводи впадає у річку Корчик, ліву притоку Случі.